# Tomáš Raška
Tomáš Raška (*23. května 1978, Tábor) je český podnikatel, vlastník majoritního podílu v investiční skupině Natland (dříve Natland Group), kterou v roce 2002 založil. Ve skupině zodpovídá za realizaci strategie a řízení klíčových projektů.
Investiční skupina Natland působí na českém a slovenském trhu, investuje kapitál do středně velkých firem se strategickým zaměřením na segmenty energetiky a nemovitostí - rezidenčních a multifunkčních. Spravuje majetek vlastní, svých akcionářů a kvalifikovaných investorů prostřednictvím specializovaných investičních fondů. Je expertem na krizový management společností, které se ocitnou v potížích.

## Vzdělání
Tomáš Raška vystudoval Jihočeskou univerzitu v Českých Budějovicích, následně získal titul MBA na Business School Netherlands (2006) a LL.M. titul na London International Graduate School (2011).

## Podnikání
V roce 2002 založil spolu s Janem Koťátkem investiční skupinu Natland, původně jako transakční boutique, která se postupně transformovala do stávajícího uspořádání se specializací na private equity, real estate. Na specializované finanční služby jako například litigační financování (financování soudních sporů) anebo správu pohledávkových portfolií a individuálních věřitelských pozic se zaměřuje FFTP.
Celková hodnota aktiv společností, v nichž má Natland významný vliv, dosahuje téměř 6,1 miliardy korun (2021). K nejúspěšnějším projektům patří prodej provozovatele slovenské paroplynové elektrárny PPC Investments pobočce francouzského gigantu Veolia, ke známým investicím patří záchrana fotbalového klubu a infrastruktury SK Slavia Praha včetně stadionu Eden (2011) či developerský projekt Čakovický park (2009–2018), který byl třikrát zvolen veřejností jako nejlepší realitní projekt.

## Společensky prospěšná činnost
Tomáš Raška je spoluzakladatel The Duke of Edinburghs International Award Czech Republic foundation, o.p.s. (2012) – programu pod záštitou britské královské rodiny, který má za cíl motivovat k osobnímu rozvoji mladé lidi ve věku 14–24 let. Cílem programu je podpořit komplexní rozvoj schopností a dovedností mladých lidí skrze dlouhodobé a pravidelné aktivity ve čtyřech provázaných oblastech: rozvoji dovednosti, pohybu, dobrovolnictví a dobrodružné expedici.
V letech 2014–2016 působil Tomáš Raška jako člen správní rady projektu Česká hlava, který uděluje nejvyšší české vědecké vyznamenání. Hlavním cílem projektu je popularizace vědy a techniky spolu se zvyšováním všeobecné prestiže těchto oborů. Držitelem národní ceny jsou například Antonín Holý (za vývoj nových preparátů využitelných v boji proti AIDS a dalším závažným chorobám) nebo Pavel Klener (za průkopnictví v zavádění chemoterapie zhoubných nádorů)
Od roku 2017 je Tomáš Raška členem správní rady Ústavu nezávislé žurnalistiky, platformy, která se věnuje objektivní a nezávislé žurnalistice v ČR. Nejvýraznějším projektem této platformy je web Hlidacipes.org, který Tomáš Raška finančně podporuje od roku 2014. Hlidacipes.org je držitelem několika novinářských cen. V roce 2018 podpořil Tomáš Raška vydání Mapy české justice a její distribuci studentům advokacie.